# Devon Kershaw

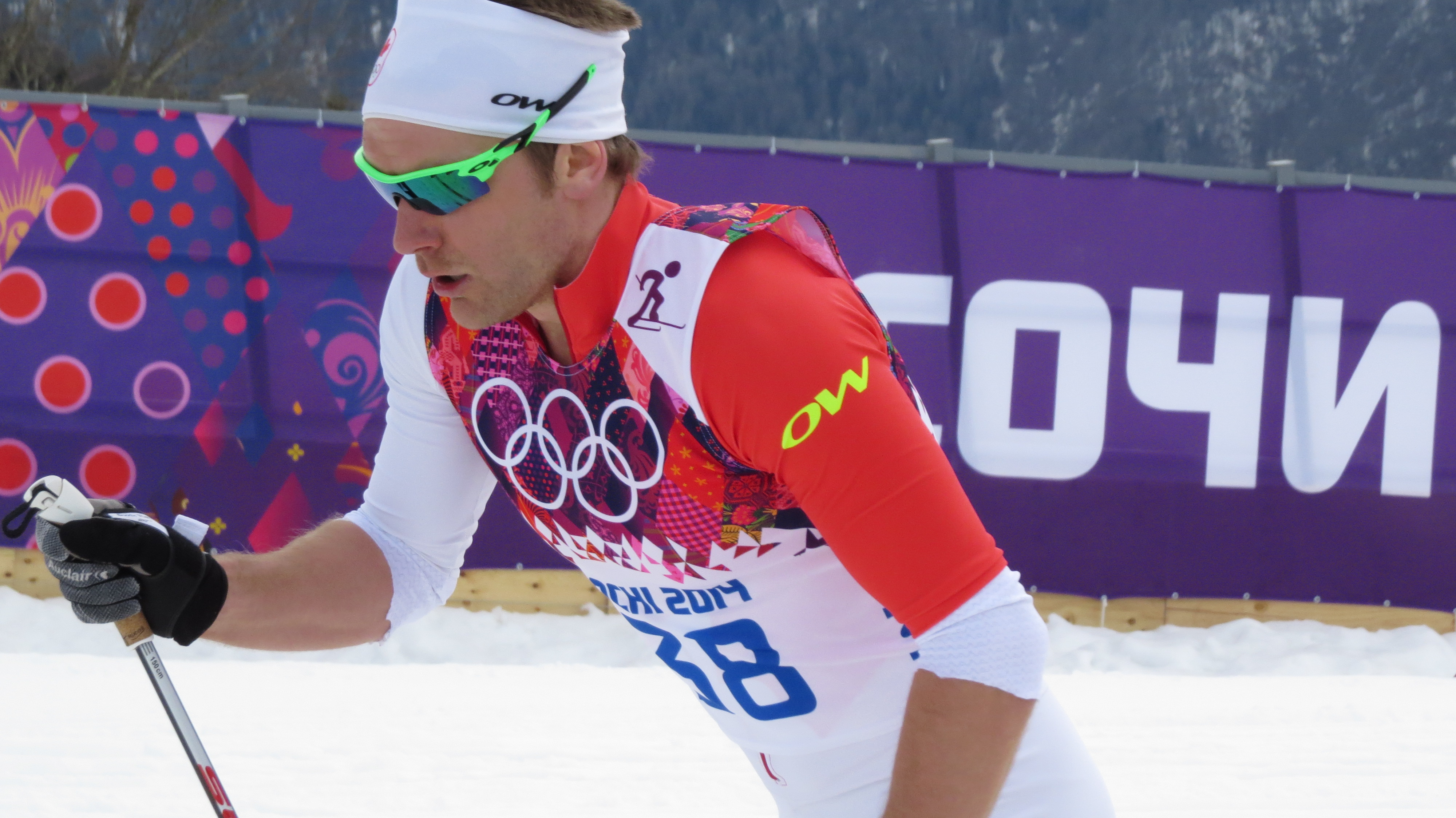
Kershaw tijdens de Olympische Winterspelen 2014 in Sotsji.

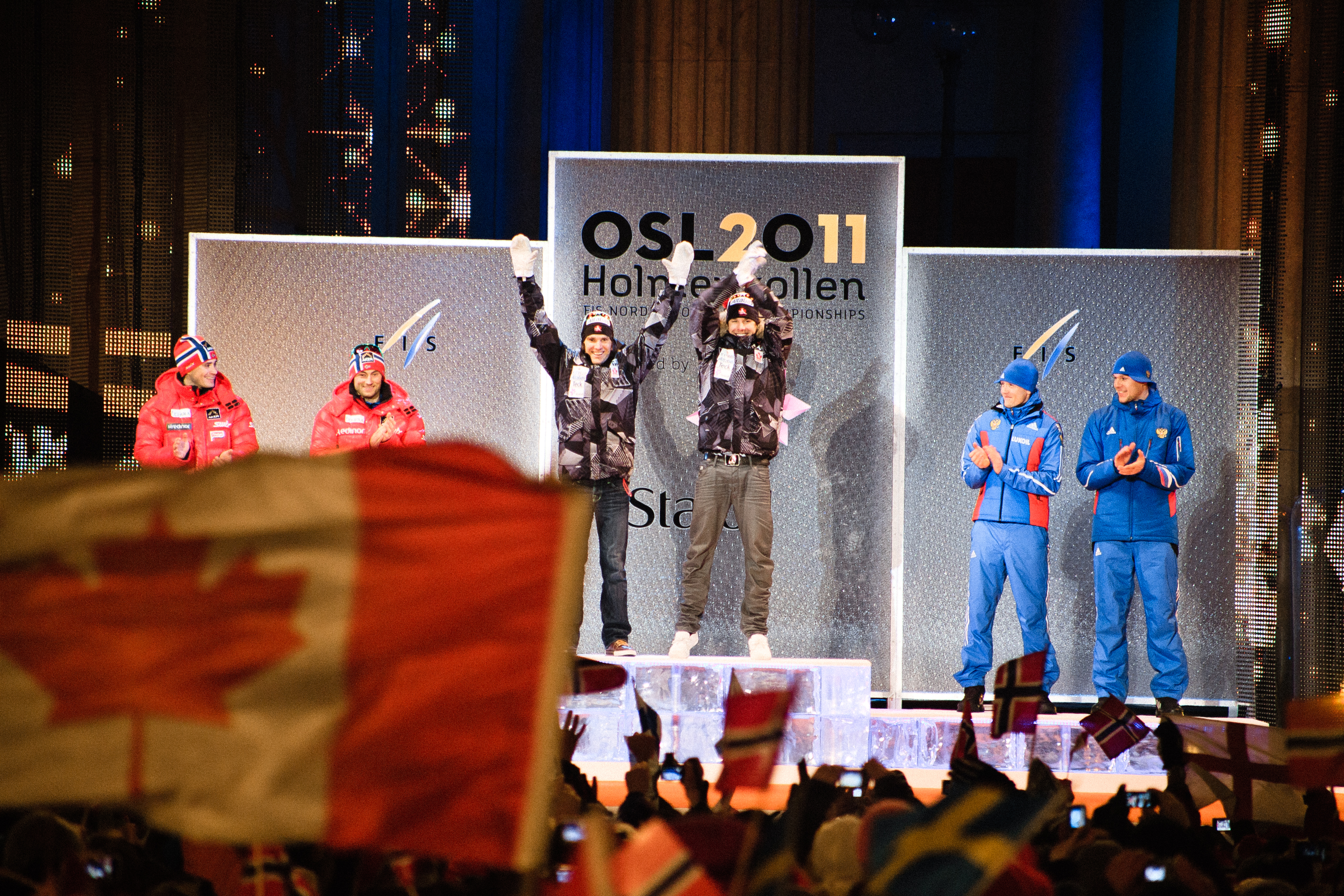
Huldiging van Devon Kershaw en Alex Harvey als wereldkampioen teamsprint 2011.

Devon Kershaw (Greater Sudbury, 20 december 1982) is een Canadese langlaufer. Hij vertegenwoordigde zijn vaderland op de Olympische Winterspelen 2006 in Turijn, de Olympische Winterspelen 2010 in Vancouver, de Olympische Winterspelen 2014 in Sotsji en de Olympische Winterspelen 2018 in Pyeongchang.

## Carrière
Op de wereldkampioenschappen langlaufen 2003 in Val di Fiemme was de vijftigste plaats op de sprint Kershaws beste klassering. De Canadees maakte in februari 2004 in Drammen zijn wereldbekerdebuut, een jaar later scoorde hij in Reit im Winkl zijn eerste wereldbekerpunten. In Oberstdorf nam Kershaw deel aan de wereldkampioenschappen langlaufen 2005, op dit toernooi was de veertiende plaats op de sprint zijn beste resultaat. Samen met George Grey eindigde hij als zesde op de teamsprint, op de 4x10 kilometer estafette eindigde hij samen met George Grey, Dan Roycroft en Chris Jefferies op de dertiende plaats. Tijdens de Olympische Winterspelen van 2006 in Turijn eindigde Kershaw als zevenendertigste op de sprint en als zevenenveertigste op de 15 kilometer klassiek. Samen met George Grey eindigde hij als elfde op de teamsprint, op de 4x10 kilometer estafette eindigde hij samen met Sean Crooks, Chris Jefferies en George Grey op de elfde plaats. Enkele weken na de Spelen stond de Canadees in Borlänge voor de eerste maal in zijn carrière op het podium van een wereldbekerwedstrijd.
Op de wereldkampioenschappen langlaufen 2007 in Sapporo was de achtendertigste plaats op de sprint Kershaws beste klassering. Samen met Drew Goldsack eindigde hij als zesde op de teamsprint, op de 4x10 kilometer estafette eindigde hij samen met Drew Goldsack, George Grey en Dan Roycroft op de elfde plaats. In Liberec nam de Canadees deel aan de wereldkampioenschappen langlaufen 2009, op dit toernooi was de zevenentwintigste plaats op de 30 kilometer achtervolging zijn beste resultaat. Samen met George Grey, Alex Harvey en Ivan Babikov eindigde hij als vijfde op de 4x10 kilometer estafette, op de teamsprint eindigde hij samen met George Grey op de negende plaats. Tijdens de Olympische Winterspelen van 2010 in Vancouver eindigde Kershaw als vijfde op de 50 kilometer vrije stijl, als zestiende op de 30 kilometer achtervolging en als drieëntwintigste op de sprint. Samen met Alex Harvey eindigde hij als vierde op de teamsprint, op de 4x10 kilometer estafette eindigde hij samen met Alex Harvey, Ivan Babikov en George Grey op de zevende plaats.
Gedurende de Tour de Ski 2010/2011 boekte de Canadees in Toblach zijn eerste wereldbekerzege, in het eindklassement van de Tour de Ski eindigde hij op de zevende plaats. Op de wereldkampioenschappen langlaufen 2011 in Oslo eindigde Kershaw als negende op de 30 kilometer achtervolging en als 31e op de sprint. Samen met Alex Harvey veroverde hij de wereldtitel op de teamsprint. In Val di Fiemme nam hij deel aan de wereldkampioenschappen langlaufen 2013. Op dit toernooi eindigde hij als 33e op de 15 kilometer vrije stijl en als 46e op de sprint. Op de teamsprint eindigde hij samen met Alex Harvey op de vierde plaats, samen met Len Väljas, Ivan Babikov en Alex Harvey eindigde hij als twaalfde op de estafette. Tijdens de Olympische Winterspelen van 2014 in Sotsji eindigde de Canadees als 35e op de 15 kilometer klassieke stijl en als 56e op de sprint. Op de teamsprint eindigde hij samen met Alex Harvey als twaalfde op de teamsprint.
Op de wereldkampioenschappen langlaufen 2017 in Lahti eindigde Kershaw als 35e op de 15 kilometer klassieke stijl en als 38e op de 50 kilometer vrije stijl. Tijdens de Olympische Winterspelen van 2018 in Pyeongchang eindigde hij als 26e op de 50 kilometer klassieke stijl, als 36e op de 30 kilometer skiatlon en als 71e op de 15 kilometer vrije stijl.

## Resultaten

### Olympische Winterspelen
| Jaar | Plaats      | Resultaten |
| ---- | ----------- | --- |
| 2006 | Turijn      | 37e Sprint (vrije stijl) 47e 15 km (klassieke stijl) 11e Teamsprint (klassieke stijl) 11e 4x10 km estafette                    |
| 2010 | Vancouver   | 23e Sprint (klassieke stijl) 16e 30 km achtervolging 5e 50 km klassieke stijl 4e Teamsprint (vrije stijl) 7e 4×10 km estafette |
| 2014 | Sotsji      | 56e Sprint (vrije stijl) 35e 15 km klassieke stijl 12e Teamsprint (klassieke stijl)                                            |
| 2018 | Pyeongchang | 71e 15 km vrije stijl 36e 30 km skiatlon 26e 50 km klassieke stijl                                                             |

### Wereldkampioenschappen
| Jaar | Plaats        | Resultaten                                                                                             |
| ---- | ------------- | --- |
| 2003 | Val di Fiemme | 50e Sprint (vrije stijl) 62e 15 km (klassieke stijl) 55e 20 km achtervolging                           |
| 2005 | Oberstdorf    | 14e Sprint (klassieke stijl) 61e 30 km achtervolging 6e Teamsprint (vrije stijl) 13e 4x10 km estafette |
| 2007 | Sapporo       | 38e Sprint (klassieke stijl) 68e 15 km vrije stijl 6e Teamsprint (vrije stijl) 11e 4x10 km estafette   |
| 2009 | Liberec       | 37e 15 km klassieke stijl 27e 30 km achtervolging 9e Teamsprint (klassieke stijl) 5e 4x10 km estafette |
| 2011 | Oslo          | 31e Sprint (vrije stijl) · 9e 30 km achtervolging · Teamsprint (klassieke stijl)                       |
| 2013 | Val di Fiemme | 46e Sprint (klassieke stijl) 33e 15 km vrije stijl 4e Teamsprint (vrije stijl) 12e 4x10 km estafette   |
| 2017 | Lahti         | 35e 15 km klassieke stijl 38e 30 km skiatlon LPD 4x10 km estafette                                     |

### Wereldbeker
Eindklasseringen
| Seizoen   | Algm   | DI     | SP  | TdS |
| --------- | ------ | ------ | --- | --- |
| 2004/2005 | 97e    | -      | 48e |     |
| 2005/2006 | 57e    | 88e    | 25e |     |
| 2006/2007 | 96e    | 60e    | 83e | DNF |
| 2007/2008 | 38e    | 37e    | 30e | DNF |
| 2008/2009 | 18e    | 14e    | 34e | 20e |
| 2009/2010 | 40e    | 39e    | 54e | 16e |
| 2010/2011 | 8e     | 12e    | 18e | 7e  |
| 2011/2012 | Zilver | Zilver | 7e  | 4e  |
| 2012/2013 | 27e    | 42e    | 22e | 12e |
| 2013/2014 | 43e    | 29e    | 63e | DNF |
| 2014/2015 | 93e    | 58e    | 75e | 34e |
| 2015/2016 | 35e    | 29e    | -   | 32e |
| 2016/2017 | 61e    | 48e    | -   | 25e |
| 2017/2018 | 75e    | 49e    | -   | DNF |

Wereldbekerzeges
| Datum            | Plaats           | Onderdeel                      |
| ---------------- | ---------------- | ------------------------------ |
| 5 januari 2011   | Toblach          | Sprint (vrije stijl) TdS       |
| 4 februari 2012  | Rybinsk          | 15 km vrije stijl (massastart) |
| 17 februari 2012 | Szklarska Poręba | Sprint (vrije stijl)           |

*TdS = Etappezege in de Tour de Ski